# Sparisoma cretense
Sparisoma cretense és una espècie de peix de la família dels escàrids i de l'ordre dels perciformes.

## Morfologia
Els mascles poden assolir els 50 cm de longitud total.

## Distribució geogràfica
Es troba des de Portugal (incloent-hi les Açores i Madeira) fins a les Canàries i el Senegal. També a la Mediterrània -més comú a les costes orientals i meridionals., és visitant ocasional de la costa catalana i la mar Balear